# Rimska kurija
Rimska kurija (lat. Curia Romana) je vodstvena cerkvenopravna in upravna organizacija Rimskokatoliške cerkve, ki deluje v papeževem imenu, z njegovo oblastjo in njegovim pooblastilom. Je tudi administrativna uprava Svetega sedeža.

## Opis in naloge
Rimsko kurijo sestavljajo dikasteriji, komisije, sveti in uradi ter sodišča, ki pomagajo papežu pri vodenju Rimskokatoliške cerkve.  
Rimska kurija v papeževem imenu upravlja in skrbi za delovanje Cerkve. Njena področja dela segajo od vprašanj vere, službe škofov, zakramentalnega življenja, liturgične dejavnosti, življenja duhovnikov in redovnikov, katoliške vzgoje, do misijonske dejavnosti in sodstva. Papež vsega naštetega, kar je za vodenje Cerkve potrebno, ne bi mogel opravljati sam, zato mu pri reševanju vsakdanjih zadev pomagajo različne osebe in uradi rimske kurije. Po kan. 360 Zakonika cerkvenega prava (ZCP) kurija izvršuje svoje naloge v papeževem imenu in z njegovo oblastjo. Kurijo sestavljajo državno tajništvo, kongregacije (sedaj dikasteriji), sodišča in druge ustanove, katerih sestavo in naloge določajo apostolske konstitucije, ki jih izdajo papeži. 
Pravne podlage za organizacijske in sistemske spremembe

Rimsko kurijo je 22. januarja 1588 formalno ustanovil papež Sikst V., z apostolsko konstitucijo Immensa aeterni Dei. 
Po ustanovitveni konstituciji je bila kurija nekoč sestavljena iz 15 uradov (t. i. kolegijev). V 19. stoletju so bile znotraj kurije ustanovljene posebne kardinalske skupine. Prva večja reforma kurije je bila opravljena na podlagi apostolske konstitucije papeža Pija X. Sapienti consilio (29. junij 1908), nato pa so reformo utemeljili še: Zakonik cerkvenega prava (1917), apostolska konstitucija papeža Pavla VI. Regimini Ecclesiae universae (15. avgust 1967). Papež Janez Pavel II. (1978–2005) je z apostolsko konstitucijo Pastor bonus (28. junij 1988) nazadnje uredil kurijo..

## Zgodovina

### Organizacija 1988 - 2022
- Državno tajništvo[5]
- Kongregacije:

- Kongregacija za verski nauk (Congregatio pro Doctrina Fidei),
- Kongregacija za škofe (Congregatio pro Episcopis),
- Kongregacija za vzhodne Cerkve (Congregatio pro Ecclesiis Orientalibus),
- Kongregacija za disciplino zakramentov (Congregatio de Cultu Divino et Disciplina Sacramentorum),
- Kongregacija za kler (Congregatio pro Clericis),
- Kongregacija za redovne in podobne družbe (Congregatio pro Institutis Vitae Consecratae et Societatibus Vitae Apostolicae),
- Kongregacija za evangelizacijo narodov (Congregatio pro gentium evangelizatione),
- Kongregacija za zadeve svetnikov (Congregatio de Causis Sanctorum),
- Kongregacija za katoliško vzgojo (Congregatio de institutione catholica (de studiorum institutis).

- Sodišča:

- Apostolska penitenciarija,
- Apostolska signatura,
- Rimska rota.

- Papeški sveti:

- Papeški svet za laike,
- Papeški svet za edinost kristjanov,
- Papeški svet za družino,
- Papeški svet Pravičnost in mir,
- Papeški svet Cor Unum,
- Papeški svet za pastoralo izseljencev in popotnikov,
- Papeški svet za pastoralo zdravstvenih delavcev,
- Papeški svet za interpretacijo pravnih tekstov,
- Papeški svet za dialog med različnimi religijami,
- Papeški svet za sredstva družbenega obveščanja,
- Papeški svet za kulturo.

- Papeški uradi:

- Apostolska kamera,
- Uprava premoženja apostolskega sedeža,
- Prefektura ekonomskih zadev apostolskega sedeža.

- Drugi uradi:

- Prefektura papeškega gospodinjstva,
- Urad za papeške bogoslužne slovesnosti,
- Vatikanski arhivi
- Vatikanska knjižnica

## Reforme papeža Frančiška
Papež Frančišek je 19. marca 2022 objavil novo apostolsko konstitucijo Praedicate Evangelium o rimski kuriji in njeni organiziranosti, z namenom boljšega služenja Cerkvi in svetu. Ta je stopila v veljavo 5. junija, na binkošti, ter je nadomestila apostolsko konstitucijo Pastor Bonus iz leta 1988.

### Dikasteriji
Dikasteriji so vodstveni organi rimske kurije, ki so nastali v času papeževanja papeža Frančiška. Kot kurialne enote se bili uradno priznani z apostolsko konstitucijo Praedicate Evangelium, objavljeno 19. marca 2022. Dikasteriji so preprosto povedano »ministrstva« Svetega sedeža, ki so nadomestili nekdanje kongregacije. Oseba, ki v imenu papeža vodi enega od dikasterijev v rimski kuriji, se imenuje »prefekt«.
Rimska kurija se bo po navedbah Radia Vatican delila na Državno tajništvo, druge dikasterije in organe. Državno tajništvo (Segreteria di Stato) bo imelo tri oddelke: za splošne zadeve, za odnose z državami in mednarodnimi organizacijami ter za diplomatski zbor Svetega sedeža.
Organiziranost
Nekdanje kongregacije in papeški sveti so odslej združeni v šestnajst dikasterijev. 
- Kongregacija za evangelizacijo narodov in Papeški svet za pospeševanje nove evangelizacije sta združena v Dikasterij za evangelizacijo. Njegov prefekt bo papež, dosedanja prefekta pa postaneta proprefekta.

- Kongregacija za katoliško vzgojo in Papeški svet za kulturo sta združena v Dikasterij za kulturo in vzgojo.

- Dikasterij za karitativno služenje ima pristojnosti dosedanje Papeške elemozinerije.

- Papeška komisija za zaščito mladoletnih je del Dikasterija za verski nauk, vendar bo še naprej delovala po lastnih predpisih in ciljih, ter s predsednikom delegatom in tajnikom, ki ju za pet let imenuje papež.

- Kurijo dopolnjujejo sodstveni organizmi: štiri cerkvena sodišča in šest gospodarskih organizmov. [10]

- Del kurije še naprej ostajajo Prefektura papeškega gospodinjstva, Urad za papeške bogoslužne slovesnosti ter kamerleng Svetega sedeža, ki opravlja svoje naloge le v času, ko je sedež papeža izpraznjen.[11]

### Seznam dikasterijev Rimske kurije
- Dikasterij za evangelizacijo
- Dikasterij za verski nauk
- Dikasterij za karitativno služenje
- Dikasterij za vzhodne Cerkve
- Dikasterij za bogoslužje in disciplino zakramentov
- Dikasterij za zadeve svetnikov
- Dikasterij za škofe
- Dikasterij za duhovništvo
- Dikasterij ustanov posvečenega življenja in družb apostolskega življenja
- Dikasterij za laike, družino in življenje
- Dikasterij za edinost kristjanov
- Dikasterij za medverski dialog
- Dikasterij za kulturo in vzgojo
- Dikasterij v službi celostnega človeškega razvoja
- Dikasterij za zakonodajna besedila
- Dikasterij za komunikacijo